# Георги Ноев
Георги Илиев Ноев е български революционер, деен участник в борбата за освобождението на Добруджа.

## Биография
Роден е на 15 октомври 1894 г. в с. Пожарево, Тутраканска община. Съпругата му Петра е родена през 1892 г. Имат 3 деца – Илия (р. 1922), Георги (р. 1926), Рада (р. 1928). Емигрира в България в 1919 г.
В България се свързва с други емигранти от Добруджа и постъпва в редовете на Добруджанския съюз и ВДРО. Извършва разузнаване в полза на българските гранични власти и ВДРО, като носи сведения от военен и стопански характер. Преминава въоръжен границата, участва в сражения с румънски въоръжени банди, жандармерия и гранични патрули. Ръководител на 2-ра бойна група от четата на Слави Алексиев и Стефан Боздуганов. При сражение е ранен при с. Саръгьол през 1922 г.
За заслуги към Родината е предложен да му се отпусне народна пенсия през 1943 г.